# ターラー・バーイー

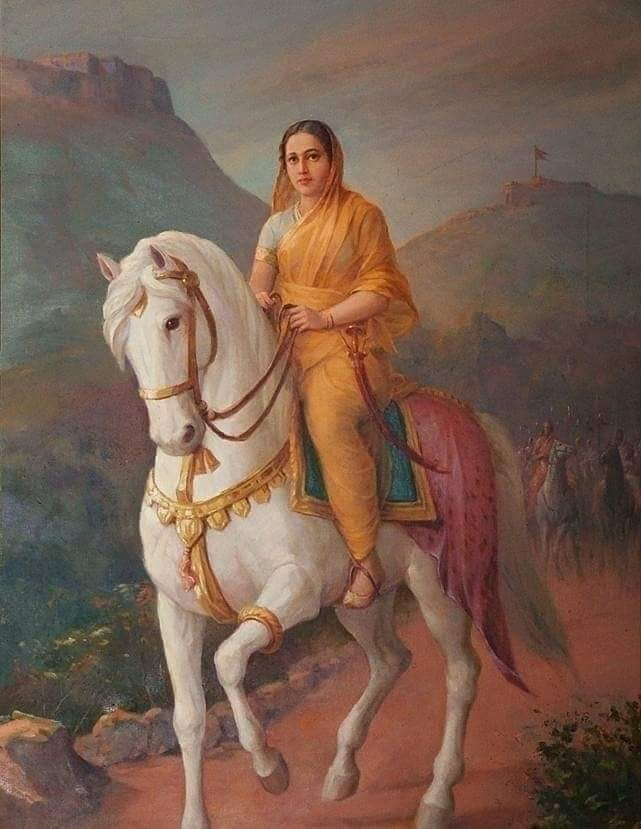
ターラー・バーイー

ターラー・バーイー（マラーティー語：ताराबाई, Tara Bai, 1675年 - 1761年12月9日）は、インドのデカン地方、マラーター王国の君主ラージャーラームの妃で、シヴァージー2世の母。

## 生涯
1675年、ターラー・バーイーはマラーター王国の武将ハンビー・ラーオ・モーヒテーの娘として生まれた。彼女はマラーター王国の初代君主シヴァージーの妃ソーヤラー・バーイーの姪にあたる。
1683年、ターラー・バーイーはマラーター王国の王子ラージャーラームと結婚した。当時、シヴァージーの死後、息子ラージャーラームを擁立しようとしたソーヤラー・バーイーは殺害されており、異母兄のサンバージーが王位にあった。
1689年2月、サンバージーがムガル帝国との戦争（デカン戦争）で捕えられ、3月に処刑されると、新王にラージャーラームが擁立された。その後、彼らはラーイガド城を捨て、シェンジに立て籠もった。
1696年6月9日、ムガル帝国軍がシェンジを包囲するさなか、シヴァージー2世を生んだ。のち、シェンジが陥落する前にラージャーラームとともに逃げ、サーターラーを拠点とした。
1700年3月3日、ラージャーラームが死亡し、シヴァージー2世がマラーター王となったが、幼少のためターラー・バーイーが摂政となった。ターラー・バーイーは有能な人物であり、帝国側から多くの城を奪還した。
1707年3月、ムガル帝国皇帝アウラングゼーブが死亡し、5月に帝国軍がデカンから撤退すると、ラーイガド陥落後に帝国の捕虜となっていたサンバージーの息子シャーフーが釈放され自由の身となった。シャーフーはマラーター王位を要求し、サーターラーに向けて進み、アフマドナガルで兵を集めた。だが、シヴァージー2世を擁するターラー・バーイーはこれを認めず、彼女も兵を集めた。
同年10月12日、ターラー・バーイーの軍勢はプネーの近郊ケードおいて、シャーフーの率いる軍勢に破られた（ケードの戦い）。ターラー・バーイーは戦場を逃げ、シャーフーはサーターラーに進軍した。
その後、同年12月にシャーフーはサーターラーに入城し、1708年1月12日にマラーター王として即位した。一方、廃位されたシヴァージー2世はコールハープルに分国を与えられた。
だが、ターラー・バーイーはシャーフーがマラーター王となったとはいえ、王国内で隠然となる力を持った。結果として、それはバーラージー・ヴィシュヴァナートをはじめとする宰相一族の権力の伸長に繋がった。
1749年12月15日、マラーター王シャーフーがサーターラーで死亡し、王位はシヴァージー2世の息子ラージャーラーム2世が継承した。この継承には祖母であるターラー・バーイーの後押しがあってからこそだった。
だが、ターラー・バーイーがラージャーラーム2世を自身の孫ではないと言い出すなど、両者はすぐに不和になり、王国内は混乱した。そのため、1750年に宰相バーラージー・バージー・ラーオは王国の行政府を王都サーターラーからプネーに移した。その結果として王権はさらに無力化し、国家の全権が宰相の手に移った。
1761年12月9日、ターラー・バーイーはサーターラーで死亡した。また、その年の1月には第三次パーニーパットの戦いが勃発しており、マラーター王国は大敗を喫している。